# Андрей Бачанин
Андрей Бачанин (серб. Андреј Бачанин; нар. 7 березня 2007) — сербський футболіст, півзахисник швейцарського клубу «Базель».

## Клубна кар'єра

### «Чукарички»
Вихованець клубу «Чукарички». 19 вересня 2024 року продовжив контракт з клубом до 2027 року, після чого був переведений до першої команди.
26 жовтня 2024 року дебютував в основному складі «Чукаричок» у матчі сербської Суперліги проти «Партизана», вийшовши на заміну Урошу Миладиновичу. 18 травня 2025 року в поєдинку проти «Текстилаца» забив свій перший гол у професіональній кар'єрі.

### «Базель»
31 липня 2025 року перейшов у швейцарський «Базель», підписавши п'ятирічний контракт. Сума трансферу становила 2,3 млн євро.

## Кар'єра в збірній
Виступав за збірні Сербії до 15, до 16, до 17 і до 19 років.

## Статистика виступів
Станом на 1 серпня 2025
| Клуб              | Сезон             | Чемпіонат         | Чемпіонат | Чемпіонат | Кубок | Кубок | Єврокубки | Єврокубки | Інші  | Інші | Всього | Всього |
| Клуб              | Сезон             | Дивізіон          | Матчі     | Голи      | Матчі | Голи  | Матчі     | Голи      | Матчі | Голи | Матчі  | Голи   |
| ----------------- | ----------------- | ----------------- | --------- | --------- | ----- | ----- | --------- | --------- | ----- | ---- | ------ | ------ |
| Чукарички         | 2024–25           | Суперліга         | 17        | 1         | 2     | 0     | —         | —         | —     | —    | 19     | 1      |
| Базель            | 2025–26           | Суперліга         | 0         | 0         | 0     | 0     | 0         | 0         | —     | —    | 0      | 0      |
| Всього за кар'єру | Всього за кар'єру | Всього за кар'єру | 0         | 0         | 0     | 0     | 0         | 0         | 0     | 0    | 0      | 0      |